# Ri-Fi
Ri-Fi — итальянский звукозаписывающий лейбл, активный с 1959 по 1982 годы.

## История
Компания была основана в Милане Джованни Баттистой Ансольди, который также занимал пост генерального директора. Компания открыла и продвинула многих артистов, включая Иву Дзаникки, Фреда Бонгусто и I Giganti. Одним из самых популярных артистов лейбла была Мина, которая с 1963 по 1967 годы выпустила несколько громких хитов, таких как «Città vuota», «È l’Uomo per me», «Un anno d’Amore» и «E se domani». После смерти в 1979 году Аскольди лейбл некоторое время находился в подвешенном состоянии. Впоследствии он был куплен компанией Southern Music.

## Каталог
Основная статья: Список релизов лейла Ri-Fi  (итал.)